# Панчићев скакавац
Панчићев скакавац (енгл. Serbian stick grasshopper) је правокрилац (Orthoptera: Caelifera) из породице Pyrgomorphidae који искључиво живи у Србији. Реликтни је ендемит, налажен искључиво на планинама Тара и Мокра Гора.
Инсект који и дан данас представља научну енигму, преживео је глацијацију у енклавама Динарида. Прво је сврставан у генус Pyrgomorphella Bolívar, 1904 те је носио назив Pygromorphella serbica Pančić, док је данас смештен у научном роду Pyrgomorphula.

## Опис
Панчићев скакавац је величине од 18 mm до 35 mm и пролази кроз шест ларвених стадијума. Уопште не лети (попут осталих скакаваца) јер има редукована покрилца и закржљала крила. Има карактеристичну коничну главу са плавичастим антенама. Топлољубива је врста, што значи да захтева много сунчеве светлости на свом станишту.
Панчићев скакавац је ретка врста влажних реликтних шума црног бора и црњуше средњег тока реке Дрине.
Ова врста скакавца је угрожена и строго заштићена, а главни разлог угрожавања је уништавање исконских станишта сечом шума црног бора и вађењем пањева, јер ларве овог скакавца презимљују само у пањевима црног бора.

## Откривање за науку и прво описивањe
Српски биолог др Јосиф Панчић током једног од својих истраживања западне Србије 1881. године на Мокрој Гори налази нову, реликтну врсту скакавца.
Наредне 1882. године његово откриће је објављено и описано у књизи која је изашла у Бечу од аутора Карла Брунера, најугленијег стручњака за правокрилце тог времена. Након његове објаве нове врсте скакавца наредних 70 година су ортоптеролози (зоолози који изучавају правокрилце) покушавали да нађу који примерак у околини Мокре Горе али без икаквих успеха. Тек 1955. године познати зоогеограф и пионир српске орнитологије Сергеј Матвејев успева да нађе ларве ове врсте, а 1957. године и неколико одраслих примерака. Оба проналаска су била на Калуђерским Барама у Националном парку Тара.